# ノブナガン
『ノブナガン』 (NOBUNAGUN) は、久正人による日本の漫画。『コミック アース・スター』（アース・スター エンターテイメント）にて、2011年6月号から2015年8月28日更新分まで連載。
2013年5月10日にアニメ化が発表された。後にテレビアニメ化であることが発表され、2014年1月から3月にかけてTOKYO MXほかにて放送された。詳細は#テレビアニメを参照。

## 概要
ごく平凡な日本人女子高生・小椋しおが仲間と共に、地球の生態系を脅かす宇宙生物「進化侵略体」と戦う、SFバトルアクション漫画。公式サイトでは「スタイリッシュ・アクションコミック」（アニメ公式サイトでは「スタイリッシュバトルアクションアニメ」）のコピーが掲げられている。小椋しおを含む主要キャラクターたちは、歴史上の偉人の遺伝子を改良して特殊能力を得た「E遺伝子ホルダー（イージーンホルダー）」として国際的な防衛組織「DOGOO（ドグー）」に所属し、人類共通の敵である「進化侵略体」との戦いを描く。
「偉人の魂を武器に変え、進化する怪獣に立ち向かえ！」というキャッチコピーのとおり、主人公の敵は「宇宙から来た怪獣」である。作者の久正人が「怪獣は小さいころからずっと好きだった」と語り、「久正人の趣味が爆発した」作品とも言われる。人類と宇宙怪獣との戦いを描く作品としては、小説『宇宙の戦士』・アニメ『トップをねらえ!』・映画『ガメラ2 レギオン襲来』の流れを汲むとの評価もある。

## ストーリー
2013年、修学旅行で台湾の高雄市蓮池潭に訪れていた女子高生・小椋しおは、突如出現した怪獣「進化侵略体」の群れに襲撃される。台湾軍の攻撃も歯が立たない中、取り残された友人・浅尾かおるを救おうとする彼女の前に、超国家機関「DOGOO」のエージェントで、「偉人の魂」を受け継ぎその力で戦う「E遺伝子ホルダー」が現れる。そのエージェントである「切り裂きジャック」ことアダム・ミューアヘッドは、通常兵器が効かない進化侵略体に対してナイフで戦うが、油断して負傷してしまう。
アダムが落とした「AUボール」を拾い上げたしおは、失われていた魂の記憶-1582年の本能寺の変における織田信長-の遺伝子が覚醒した。信長の望んでいた銃の武器を得たしおは、新たなE遺伝子ホルダー「ノブナガン」となり、駆けつけた他のE遺伝子ホルダーたちと共に進化侵略体を殲滅する。
進化侵略体の台湾上陸により、その活動が海から陸へと広がり始めたことを知ったDOGOOは、その存在を世界に明らかにする。そして、かおるに励まされてDOGOOに参加したしおも、進化侵略体との戦いに身を投じていく。

## 登場人物

### DOGOO

#### 第二小隊
小椋しお
声 - 武藤志織
主人公である女子高生。日本人では初のホルダーで、世界で25人目。団体行動が苦手で上手く周囲と馴染めていない。戦車の種類（M60A3とCM11）を一目で見分けられるほどの兵器オタクかつ特撮好き。E遺伝子ホルダーとして覚醒したことに戸惑っていたが、浅尾の言葉に励まされ、戦いに身を投じることを決意する。
口癖は信長の最後の言葉として伝えられている「是非に及ばず」である。
信長の記憶によってダンス（敦盛）による精神統一や常識外れの戦略眼を発揮したり、前述のオタク知識を作戦立案にも役立てる一方、仲間とのコミュニケーションや連携には自信を持てずにいる。当初は自身を半人前扱いするアダムに対抗心を燃やしていたが、戦いを通じて密かに恋心を寄せるようになり、ストーンフォレスト作戦終了後、口づけをされた時は興奮のあまり鼻血を噴き出していた。
サンフランシスコでかおるが行方不明になったあと自暴自棄になり、アダムでも止められないほどの無謀な行動を繰り返し、最終的に信長に身体を乗っ取られる形で暴走。アダムに心臓（正確には心臓の脇にできた信長の中枢）を貫かれ、ほとんどのE遺伝子を失い除隊を命じられる。その帰路、かおるの生存をガリレオから伝えられともにサンフランシスコに潜入、わずかに残った信長のE遺伝子を武器に生存者とともにサンフランシスコを脱出。軍師としてDOGOOに復帰、最後の戦いに望む。
AUウェポン：ノブナガン（織田信長）
右腕が巨大な銃になる（銃口は信長の旗印「永楽通宝」を象っている）。威力や連射速度はしおの意志で自由に調節することができる。左手に本体からリボルバー状の部分を分離させた指鉄砲「第二の銃」、側頭部に仮面状の浮遊砲台「第三の銃」を展開させ、同時に多数の目標を撃破する「ノブナガン三段撃ち」が必殺技。大半のE遺伝子を失って以降は小型化した右腕の銃のみが残った。
AUウェポン：アサオサン（浅尾かおる）
失ったノブナガンを補填する形で左半身に展開する、しおの新たなAUウェポン。あらゆるものと同化する能力を持ち、以後しおはアサオサンで進化侵略体と同化、内部からノブナガンで破壊する戦法を得意とする。この能力が、進化侵略体との最後の戦いの切り札となる。

アダム・ミューアヘッド
声 - 鈴木達央
しおが初めて出会ったE遺伝子ホルダー。片目を隠すような白髪頭の青年。台湾襲撃の際に覚醒前のしおを助け、彼女が覚醒するキッカケとなる。当初はしおを半人前以下と見下していたが、いくつかの戦場で共闘するうちにその認識を改めていき、ストーンフォレスト作戦終了後、しおに口づけをし、好意を打ち明ける。
AUウェポン：切り裂きジャック
右腕が巨大なナイフになる。
モード・夜鳴鶯（ナイチンゲール）
翼状の装甲が形成されるとともに、一番危機的な場所（味方にとっては救うべき場所、敵にとっては弱点となる場所）を知らせる「声」を聞くことが可能となる真の能力。「人類にとって重要な局面」に際することで発動するが、自らの意思で使用することはできない。

マヘシュ・ミルザ
声 - 島﨑信長
黒髪に浅黒い肌が特徴の青年。切り裂きジャックやニュートンに比べると、比較的穏やかな性格ではあるが、非戦闘時はしおに迫るほど女性に積極的になり、戦闘時と違って「守り一辺倒」では無い。自身の能力をバリヤーと呼ばれることを「ダサイ」と思っているが、わざとそう呼ぶ周囲に辟易としている。最後の戦いのあと、ジェスと交際中だが、「身辺整理」が済んでおらず結婚は先送りになっている。
AUウェポン：マハトマ・ガンジー
ヘルメットの両脇についた腕状のパーツからバリヤーを発生させる。また、後頭部の巨大な掌状パーツを装着することでより強固なバリヤーをはることができる。

ジェス・ベッカム
声 - 浅川悠
厚ぼったい唇と2本の三つ編み、巨乳が特徴の若い女性。戦闘時は「Sキャラ」だが、非戦闘時は博愛主義者らしく、誰彼かまわずキス（ディープ）をするキス魔。最後の戦いの後はマヘシュと交際中。悪い癖の治らないマヘシュに手を焼いている。
AUウェポン：アイザック・ニュートン
そろばんのようなパーツが付いた右脚部装甲。右足に触れた物にかかる重力を操作することができる。最大の重力をかける「ビッグ・バン・U」が必殺技。

#### 第一小隊
レモン
声 - 斎藤千和
ベリーショートの女性。語尾を「〜ね」とする口調が特徴。第一小隊のリーダー格であり、アダムをライバル視している。戦闘中はエスイとのコンビネーションで敵を殲滅する。ヴィドックと交際していた時期があるようで、彼に喫煙の悪癖を教えたのはレモン。
AUウェポン：ジェロニモ
右腕が巨大トマホークに変化する。
モードチェンジ・精霊儀式（ゴーストプロトコル）
トマホークの先端にあるジェロニモの顔がパイプを咥えると共に能力が強化され、武器がトーテムポール状に延長・分解し、四肢それぞれに装着される。

イブキギーン・エルデネビルグ（通称エスイ）
声 - 田村睦心
長髪の女性。ジェロニモを「姫」と呼び慕い、彼女以外の人間を同乗させることに強い嫌悪感を持っている。常にサングラス（ゴーグル?）を着用している。最後の戦いの後、いつの間にかガウディと結婚しており子供までいた。
AUウェポン：スーホ
無限軌道を備えたバイク型の乗り物を作り出す。前輪部分を変形させてカタパルトとしたり、脚部に装着して格闘戦を行うこともできる。

ガウディ（本名不明）
声 - 村瀬歩
第一小隊のディフェンダーを務める少年。極めて応用範囲の広い能力のためしおの立てる型破りな作戦には欠かせない存在となっていく。最後の戦いの後、いつの間にかエスイと結婚しており子供までいた。「サグラダ・ファミリアより先に作っちゃいました」と持ちギャグにしているがスルーされている。
AUウェポン：アントニ・ガウディ
地面から建造物を瞬時に構築することができる。

#### 第三小隊
戴宗（本名不明）
声 - 松本健太
小太りで丸顔の青年。「承知」「ウォッチ」「アウチ」など、「ち」で終わる短い単語を中心に喋る。
AUウェポン：戴宗
両脚を覆う装甲。折りたたまれたパーツを展開して高速で走行することができる。

ハッケンシュミット（本名不明）
痩せ顔の青年。
AUウェポン：ジョージ・ハッケンシュミット
両肩と腕を覆う手甲。ベアハッグで進化侵略体を粉砕する。AUウェポンの一部を分離・延長し、戴宗に肩車される体勢で合体して攻撃範囲と機動力を増強できる。

ラスプーチン（本名不明）
短髪の女性。
AUウェポン：グリゴリー・ラスプーチン
頭部から触手を伸ばし、他の隊員の治療、AUウェポンや建造物の修復ができる。

#### 第四小隊
チェーザレ（本名不明）
短髪でつり目の女性。
AUウェポン：チェーザレ・ボルジア
先端に鎌状の突起が付いた尻尾。着脱可能で手や足に着けて使うこともできる。

モーツァルト（本名不明）
長髪を団子状にまとめた女性。ふきだしの中に顔文字を交えて喋る。
AUウェポン：ヴォルフガング・アマデウス・モーツァルト
右腕を覆うバイオリン型のウェポン。

ゴッホ（本名不明）
眼鏡をかけた三つ編みの女性。
AUウェポン：フィンセント・ファン・ゴッホ
ウサギの耳とヒマワリの花が付いたヘルメット。耳の部分をちぎると筆になる。

#### 第六小隊
ノストラダムス（本名不明）
眼鏡をかけた短髪の男性。
AUウェポン：ノストラダムス
未来予知ができる。重要な事柄ほど「何時何処で」が曖昧になり、「ナイチンゲール」の瞳に及ばなくなる。しかしながら、「ある男女のキスシーン」のような特に重要ではない予知ならはっきりと予知ができるため、重要な事柄に付随して派生するであろう些細な出来事が予測可能である場合、「何時何処で」を推測することは可能になる。

ノーベル（本名不明）
短髪の女性。進化侵略体への対策会議で「タイユヴァンの能力ならば地球上の全海水ごと飲み干せるのでは」と提案し、ノストラダムスから頭を使って発言するよう窘められた。
AUウェポン：アルフレッド・ノーベル
単行本の設定解説ページに登場。両腕と上半身にダイナマイトのような筒形の物体が巻き付いている。

タイユヴァン（本名不明）
長髪で褐色肌の女性。
AUウェポン：タイユヴァン
本編未登場。

#### 特殊班
ヴィドック（本名不明）
声 - 石田彰
青年。DOGOOの参謀的存在。
ストーンフォレスト作戦の立案において、敵の意図を読み違えた失敗とお株をしおに奪われたことに嫉妬めいた感情を見せている。
AUウェポン：フランソワ・ヴィドック
安楽椅子型の機械の中に座り、データの分析、推理を行う。

ハンター（本名不明）
声 - 保村真
あごひげを生やした青年。好物は「ベイクドヌードルオンザブレッド」。本来は戦闘要員ではないため、ストーンフォレスト作戦においては自信を喪失していたが、偶然敵の弱点を発見し、起死回生の一手を打つことに成功。作戦終了後は得意になって周囲に自慢をするなど、お調子者でもある。ガリ子に好意を寄せているが、もっぱら空回りしている。
AUウェポン：ジョン・ハンター
両手が円錐状の爪に変化する。メスや注射器などの医療機器を内蔵するが、殺傷能力は低い。様々な医学的行為ができ、作中では解剖、分析、化学物質の合成などの能力を発揮している。

ヴァレンチナ・カッサーラ／ガリ子
声 - 上坂すみれ
しおよりも年下の少女。「〜っす（ス）」という口調で話す。ヴィドックに好意を抱いており、彼のためならば多少の無茶も厭わない。一番下っ端のクルーとしてパシリ扱いされてきたが、しおの加入により彼女をパシリ扱いするようになる。原作ではサンフランシスコ脱出においてE遺伝子を大幅に失ったしおと行動をともにし生存者の救出に貢献。その際にであった軍のパイロット、デリン・タナカと恋愛関係になり、最終回に結婚する。ヴァージンロードの父親役は、ずっと彼女を想っていたハンターであった。
AUウェポン：ガリレオ・ガリレイ
ピサの斜塔を模したカプセル状の本体から4つの観測球を飛ばし、データを観測する。ただし、観測球を本体へ回収する前にAUウェポンを解除すると、観測したデータを得ることはできない。観測球にはガリレオ衛星の名前が付けられ、原作ではエウロパのみ名前が登場した。落体の法則に干渉し、自分や周囲の落下物の降下速度を遅らせることができる。

#### 上層部
壱与（いよ）
声 - さとうあい、下山田綾華（若いころ）
DOGOOの司令官を務める老婆。アニメでは「司令」としてクレジットされている。土偶が弥生時代の地球で最初に接触した人間であり、カプセルでの睡眠を摂りながら数千年生きている。
1200年後（体感的には7年）、織田信長の遺伝子を残すことに反対し、一時は土偶のもとを離れ、村でサンジェルマンと共に普通の人間として暮らしていた。しかし、村を失ったことから土偶のもとに戻った。
AUウェポン：卑弥呼
土偶が初めて採取し、E遺伝子化に成功したAUウェポン。鬼道や巫術に優れ、E遺伝子の適合者を見つけ出し、組み込んでホルダーにすることができる。しおに「アサオサン」のE遺伝子を組み込んだのもこれによるもの。

土偶
声 - 渡辺明乃
遮光器土偶に似た姿をした異星人。かつて進化侵略体に滅ぼされた星の唯一の生き残り。地球を護ることが己の復讐になると考え、進化侵略体の地球侵略に備えて傑物達の遺伝子を採取し、E遺伝子ホルダーを作り出していた。
サンジェルマン
声 - 遊佐浩二
アニメオリジナルキャラクター(コミック最終話にも1コマだけ登場)。司令補佐を務める青年。数千年を生きることとなった壱与の話し相手として土偶に連れてこられて以来、壱与に付き添っている。カプセルでの睡眠から目覚めた壱与の前に何度も以前と同一の容姿で現れる、壱与が土偶の元を離れて年を重ねた容姿となっても自分は以前と変わらない、進化侵略体による破壊行為に直面しても平然と生還するなどの描写から不老不死かつ不死身に近い存在であることが示唆されており、そういう「体質」であることを自負している。
昔は司令のことを「お嬢さん」と呼んでおり、進化侵略体が地球に来てからは「司令」と呼ぶようになった。

#### 所属不明
アヌシュ
声 - 津田健次郎
中年の男性でしおの教官を務めた。車いすに乗っており、第一線からは既に退いている。時折セクハラまがいの言動を見せる。
AUウェポン：ロバート・キャパ
カメラ型の銃で撃ったものの複製を作り出す。一度に大量の複製を作ることも可能だが、使用者の負担も大きい。

ウィリアム・テル（本名不明）
短髪の男性。北極海での任務中に別地点に進化侵略体が出現したため、同じ射撃型のE遺伝子ホルダーであるしおが実戦起用された。ノブナガンのAUウェポン暴走後、しおとアダムが離脱し欠員の出た第二小隊に、アヌシュからの推薦で補充要員として編入される。
AUウェポン：ウィリアム・テル
戦闘機のような形状の飛行ボード。遠距離射撃を得意とし、巨大な矢の形をした弾丸を発射する。両翼の下に1人ずつ他の隊員を搭乗させることができる。

ポルシェ（本名不明）
長髪の女性。
AUウェポン：フェルディナント・ポルシェ
多数の砲門を備えた戦車型の巨大な装甲。

コロンブス（本名不明）
クリストファー・コロンブスのE遺伝子ホルダー。アヌシュとウィリアム・テルの会話中の回想にてシルエットのみ登場。二人の前で殉職したような描写があった。
マリア・ウィリアムズ
声 - 鳴海杏子
オペレーターの女性。テレビアニメでは原作単行本のCMにも登場。
本名不明/ベーブ・ルース
能力：バットで打撃、敵の攻撃を打ち返し、味方の攻撃を発射する。
アニメでは劇中の映像の中でのみ登場。脳筋のツェペシュとメフメトを率い気苦労が絶えない模様。
本名不明/ヴラド・ツェペシュ
能力：身体が巨大な杭となって敵に突き刺さり、そこから大小の杭が展開して動きを封じる。
原作に登場。前髪で目を隠しにやけた笑いを浮かべる怪しい人物。作中で発言は「ケケケ」と笑ったのみだった。
本名不明/メフメト2世
能力：右手に展開した巨大なパンチでぶん殴る。形状はヘルボーイの滅びの右手に酷似。
原作に登場。スキンヘッドにサングラスの男性。作戦の説明中に「つまりぶん殴りゃいいんだろ?」と発言してベーブに呆れられている脳筋。

### 一般人
浅尾かおる
声 - 井上遥乃
しおのクラスメイト。クラスの人気者であり、周囲から浮いていたしおにも気兼ねなく接する。中学時代は柔道部に所属しており、護身術の心得がある。しおにとって大切な友達であり、戦う理由でもある。台湾では北極玄天上帝像の中に居たため逃げ遅れて負傷、入院してしまう。DOGOOの計らいにより、サンフランシスコ(アニメ版では日本)でしおと再会するが、進化侵略体の一大上陸作戦に巻き込まれ、生死不明となる。
どんな人の心にも入っていって、平穏とやすらぎを与える才能を持っている（本人は「その人の形の欠けた部分が見えるので、自分の形を崩してそれを埋めてあげる」と表現）。かつて、そのために自分の形を崩しすぎ、耐えられなくなって飛び降り自殺を試みたところ、しおの奇妙な説得で助けられたことがある。サンフランシスコに取り残された後、その才能で崩壊寸前の人々をまとめ上げ、ガリレオに発見されるまでの3ヶ月を耐え切った。人々を安心させるため、防護マスクをつけることは一度もなく、放射線に蝕まれ続けた。サンフランシスコを脱出した後、しおたちとつかの間の日々を過ごし、まもなく没。享年19歳。
その才能は伊予や土偶からも英傑と評価され、彼らは遺伝子を保存。死後、しおのもう一つのA.Uウェポン「アサオサン」となる。

### 偉人
単行本の帯などにおいてはしばしばウルトラシリーズ調の影絵で表現される。
織田信長　
声 - 飛田展男
焼け落ちる本能寺の中で土偶と遭遇し、遺伝子を採取される。自らの末裔が銃を武器とするであろうことを、予見していた。
クリストファー・コロンブス
アメリカ大陸発見寸前に土偶と遭遇し、遺伝子を採取される。現時点でのホルダーの存在は不明。
フランソワ・ヴィドック
キャトルミューティレーション事件の犯人を追って128次元の格子暗号を解き明かし、土偶を突き止めるが、遺伝子を採取されて前後の記憶も奪われた。
フローレンス・ナイチンゲール
声 - 加納千秋
本作品における切り裂きジャックの正体。「声」に従いクリミア戦争に看護婦として従軍。その後も秘密情報局（OHMSS）の一員として活動していた。
被害者である娼婦達は、貧困につけこまれて本人達も知らぬ間に細菌兵器の保菌者とされており、全欧級の無差別テロを防ぐために彼女達を殺害し、汚染された臓器を摘出かつ殺菌していた（犯行声明は便乗した第三者による愉快犯）。最後の被害者を殺害した現場で土偶と遭遇し、やむを得なかったこととはいえ彼女達を救えなかったことを悔いており、切り裂きジャックとして歴史に残ることを選んだ。
アダム自身は世間への影響を考慮してこの事実を隠しているため、知っているのは現在のところ本人、しお、土偶のみである。
明智光秀
声 - 星野充昭
森蘭丸
声 - 神原大地

## 進化侵略体
一種の宇宙怪獣。飛来先の惑星に住まう生物のそれをなぞるように凄まじい早さで進化を遂げ、最終的にはその惑星の生態系を乗っ取った後、細胞を宇宙へ放って他の惑星を目指す。通常兵器による攻撃は通用せず、E遺伝子ホルダーのみが有効な攻撃を行える。
かつて土偶の母星を滅ぼし、地球にも10年ほど前から小型の隕石に紛れて単細胞の形で飛来した後、しばらくは古代魚のような形態で水中に棲息していたが、本編開始時点で上陸に至った。進化を経て様々な形態を獲得しており、単行本の巻末には詳細な進化侵略体大図鑑が記されている。
最初の進化侵略体（仮）
全長約1m。人類に最初に攻撃を仕掛けたとされる進化侵略体。
ピカイアを思わせる奇妙な形状。2006年、ミッドウェー諸島テグ島を包囲するように増殖し、やがて島民を一夜で全滅させた。
魚雷型
全長4m。2007年、ジョンストン島沖に大挙して出現。DOGOOが初めて抗戦を行った個体。
鰭が未発達の単純構造であり、蛇行して泳ぐ。突進と噛みつきによる攻撃でアメリカ海軍のイージス艦を多数撃沈した。
巡洋艦型
身体構造が複雑になり、海中を自在に動き回ることが可能になった。
ハワイ巡洋型
全長4.7m。2008年、ハワイ沖に出現。
尾鰭による推進力を獲得し、7対の稼働鰓から水を噴出して姿勢制御を行う。頭部を振動させて衝撃波を発生できる。
ビキニ巡洋型
全長5m。2011年、ビキニ島に出現。
胸鰭を獲得し、尾鰭と背鰭が分化したことで推進力が上昇した。頭部のレンズ状器官から高熱を発する。

重巡洋型
2012年、サイパン沖に出現。
大量の卵を運搬しており、5体の砲艦型に護衛されていた。
砲艦型
2012年、サイパン沖にて初確認（サイパン型は全長3m）。外見上の差異はあるが、その後も同種が出現し続けている。
頭部の穴から固めた鱗を砲弾として打ち出す。稼働式の顎を持つ顎口類の特徴を備えるようになった。
揚陸艇型
全長50m。2013年、台湾に出現。本編に登場した最初の進化侵略体であり、初の上陸成功例。
地上に完全には適応していないが、長く伸びた胸鰭・尾鰭で歩行が可能。体内に歩兵型を大量に格納する他、爆発性の鱗と自爆用の内臓器官を有する。
本来の上陸目的は、自爆によって内陸に湖を作り、侵略の拠点を築くことだったと推測されている。
歩兵型
揚陸艇型の体内に多数潜んでいた。揚陸艇型と同様に、外骨格的に補強された鰭で歩行が可能。槍状の頭部による刺突を主な攻撃手段とする。
飛行艇型
フロリダに出現。巨大な胸鰭を利用してハリケーンに乗り、海上からの上陸を試みる。機雷敷設型の運搬係だった。
機雷敷設艇型
フロリダに出現。大量の卵を抱えて飛行艇型と合体し、内陸に卵を散布しようと企てた。
コバンザメのような吸盤状の頭部に超硬度の鱗があり、弱点である脳を保護している。輸送艦型（後述）の近縁種と推測されている。
装甲艦型
E遺伝子ホルダーの攻撃もはね返す超硬度の鱗に覆われている。
小型
パプアニューギニアに複数体同時出現。長く伸びた尾を揚陸艇型の歩脚に巻きつけて追加装甲の代役を果たした。
身体の前部はほぼ鱗に覆われているが、鰭の機動力は高くない。
大型
イースター島沖に出現。ダンクレオステウス似の個体。体表の90%が鱗に覆われており、首の隙間が唯一の弱点。
尾鰭の上下に支えを獲得し、推進力が上昇した。巨体を覆う鱗の維持に大量のエネルギーを消費するためか、同種は確認されていない。

伝令型
ハルキゲニアのような微小な侵略体。他の侵略体の脳に寄生し、得た情報を他の侵略体へと伝える役割を果たす。
宿主の死後に飛散し、食物連鎖に乗って遠く離れた地へ移動し、全体の進化を促す。
輸送艦型
広範囲に卵をばらまくことを目的とする個体。戦闘能力を持たないものが多く、砲艦型に護衛させている。
ベーリング海峡で撃破された個体はフロリダ機雷敷設型と同じく、頭部にのみ装甲艦型と同程度の硬度の鱗を備えている。
沈没船型
何らかのアクシデントで死亡し、チリのサンアントニオにて死体で流れ着いた進化侵略体。
胸鰭の内部では原始的な指および手首の関節が発達しつつあり、足の発生を示していた。
輜重兵型
無脊椎（節足）タイプ。進化侵略体の目標とする霊長類への進化の系統樹からは外れている。
進化侵略体の原細胞の保管を任務としており、真空に近い臓器で囲まれた腹部は、さながら生きた冷蔵庫となっている。
ストーンフォレスト作戦によって殲滅された以降、進化侵略体は原細胞からの進化やり直しが不可能になった。
衛兵型
無脊椎（節足）タイプ。自ら動けない輜重兵型の身繕いや給餌等を担当する世話係であり、戦闘能力はほとんどない。
地雷型
無脊椎（節足）タイプ。外部から衝撃を加えられる、あるいは自ら接触することで自爆する。大小様々な個体がおり、それぞれ爆発の威力も異なる。
工兵型
無脊椎（節足）タイプ。ウミサソリのような姿。原細胞の貯蔵庫と脱出路となるトンネルを掘削していた。
機動工兵型
工兵型が地上に対応すべく短期間で進化した姿。ハサミは厚く短い形状になり、脚の接地面が大きくなった。
高機動が可能になった半面、急激な進化によって臓器などに欠陥が生じており、口すら存在しない。

近衛兵型
無脊椎（節足）タイプ。かなりの巨体を持つ。輜重兵型の保護のみを目的とし、近づく存在は同じ進化侵略体であっても無差別に襲う。
戦艦型（甲）
無脊椎（頭足類）タイプ。アノマロカリス似。原細胞の貯蔵庫を防衛するため、海底トンネル内の巡回を行う巨大個体。触手は2本。
体内に多数の地雷型を搭載する他、胴体内の空洞で世代交代を繰り返させ、戦艦型（乙）を誕生させた。
戦艦型（乙）
無脊椎（頭足類）タイプ。アンモナイト似。戦艦型（甲）が得た戦闘データを随時伝令型に伝え、進化を促すことで誕生した新種。触手は10本。
戦艦型（甲）よりやや小ぶりだが、全身各所に硬鱗を持ち、防御面での弱点を克服している。また、すり鉢状の頭部に地雷型を集め、一斉に自爆させることで火力を前方に一点集中させるという荒業を持つ。
上陸達成型（仮）
ついに完全な前肢・後肢を獲得し、イクチオステガを思わせる形態へ進化した進化侵略体。
最初に、口中に砲艦型を仕込んだ個体が群れをなしてアメリカ西海岸に押し寄せるものの、DOGOOの活躍により全滅。しかし翌日、大量の死体から海流に乗った侵略体反応に紛れて超大型個体がサンフランシスコに上陸を強行し、自爆して太平洋各地からかき集めた放射性物質を撒き散らす行為に及ぶ。第二陣上陸部隊との3日3晩に及ぶ戦闘の後、DOGOOは撤退。これ以降、地上に領土を得た進化侵略体は急速に恐竜型地上生物へと進化してゆく。
槍騎兵型
サンフランシスコ陥落から3か月後、第二小隊の潜入調査で確認された新種。
竜脚類に酷似した長い首と、錨のように左右に刃が突き出した下顎が特徴。
ムサシ・ワンダー
アニメオリジナル（第7話に登場）の進化侵略体。女王アリに相当する中枢体が多数の群生型侵略体を率い、太平洋に沈んでいた戦艦武蔵を復元させた。内部には進化侵略体の卵も擁していたが、艦内に残されていた武蔵乗員の記憶に影響され、パナマ運河を目指して侵攻する。戦艦の厚い装甲と進化侵略体の複合化により、AUウェポンと通常兵器の両方に対する防御力が高いため、DOGOOとアメリカ海軍の共同作戦により撃破された。

## DOGOOの装備
A・ローガン
第一小隊、第二小隊が駐屯する巡航要塞。名称は映画『スター・ファイター』の登場人物であるアレックス・ローガンに由来する。
J・アツミ
第三小隊、第四小隊が駐屯する巡航要塞。由来は映画『地球防衛軍』に登場する渥美譲治。
S・ヒラー
第五小隊、第六小隊が駐屯する巡航要塞。由来は映画『インデペンデンス・デイ』に登場するスティーブン・ヒラー。
C・フォレスター
特殊班が駐屯する特務艦。由来は映画『宇宙戦争』に登場するクレイトン・フォレスター。
J・リコ
高速艦。由来は映画『スターシップ・トゥルーパーズ』に登場するジョニー・リコ。
E・リプリー
高速艦。由来は映画『エイリアン』シリーズに登場するエレン・リプリー。
F・モルダー
スペースシャトル。由来はTVドラマ『X-ファイル』に登場するフォックス・モルダー。

## 用語
E遺伝子（イー・ジーン）ホルダー
土偶によって見出された歴史上の傑物の遺伝子を受け継ぐ戦士達。採取された遺伝子は改良した上で適当な人間の血統に紛れ込ませてあり、直系の子孫というわけではない。各々のルーツである偉人の名をコードネームとしているが、しおだけは「ノブナガン」と呼称されている（「ノブナガンのほうがカッコいい」という本人の希望のため）。
AU（エーユー）ウェポン
E遺伝子ホルダーが球（ボール）を掴むことで、ボールを核として形成される武器。なお、ボールは個々専用のものではなく、他人のボールを使って発現することも可能。状況に応じて変形し、幅広い戦況に対応できる。損傷は使用者の肉体へ反映される他、使用者が体力を消耗すると形状を維持できなくなり、解除される。
DOGOO
正式名称は「Defence Organization aGainst Outer Object」。進化侵略体に対抗すべく結成された超国家組織。進化侵略体が襲撃してきた際は、太平洋上空を巡回する巡航要塞のうち一番近いものに所属する小隊が迎撃する。隊員服はオレンジ色のスーツに赤ネクタイと科学特捜隊のイメージに近い。
ストーンフォレスト作戦
あまりにも手強い戦艦型（甲）達に対し、しおが立案した作戦。E遺伝子ホルダーがたった9人で地球の命運を背負って戦う、戦艦型（甲）の相手を担当したしおがハインリヒに相当することを自称する、そして作戦名を和訳すると「石森」になるという要素から、石ノ森章太郎の代表作『サイボーグ009』へのオマージュであることが示唆されている。なお、テレビアニメ化の際には作戦名を変更するかが久正人らで話し合われたが、結局はそのままとなった。和訳についても、しおとアダムによる次回予告で触れられている。

## 書誌情報
- 久正人 『ノブナガン』アース・スター エンターテイメント〈Earth star comics〉、全6巻
  1. 2012年2月10日発売 ISBN 978-4-8030-0308-6
  2. 2013年1月12日発売 ISBN 978-4-8030-0414-4
  3. 2013年9月12日発売 ISBN 978-4-8030-0504-2
  4. 2013年12月12日発売 ISBN 978-4-8030-0519-6
  5. 2014年12月12日発売 ISBN 978-4-8030-0620-9
  6. 2015年10月9日発売 ISBN 978-4-8030-0792-3

## テレビアニメ
2013年8月2日にテレビアニメ化が発表され、同年12月25日には第1話の先行上映会がヤクルトホールで開催された。2014年1月から3月にかけて放送された。全13話。
監督は『ケロロ軍曹』の近藤信宏、シリーズ構成は『ロザリオとバンパイア』や『To Heart』の山口宏、アニメーション制作は『DEVIL SURVIVOR 2 the ANIMATION』や『みつどもえ』のブリッジがそれぞれ担当する。

### スタッフ
- 原作 - 久正人（『コミック アース・スター』連載）
- 監督 - 近藤信宏
- 副監督 - 古田丈司
- シリーズ構成 - 山口宏
- キャラクターデザイン - KAZZ・T・びゅうん!、松下浩美
- 進化侵略体デザイン - 松下浩美
- メカニックデザイン - 高瀬健一、中田博文
- 美術監督 - 高橋麻穂
- 色彩設計 - 舟田圭一
- 撮影監督 - 佐藤勝史
- 編集 - 坂本久美子
- 音響監督 - 土屋雅紀
- 音楽 - 新屋豊
- プロデューサー - 田村学、伊藤憲浩、角田博昭、木村文彦
- アニメーションプロデューサー - 渡辺洋一
- アニメーション制作 - ブリッジ
- 製作著作 - 『ノブナガン』製作委員会（VAP、ytv、YTE、ダックスプロダクション、日本ナレーション演技研究所）

### 主題歌
オープニングテーマ「Respect for the dead man」
作詞 - K / 作曲・編曲・歌 - Pay money To my Pain
第1話ではエンディングテーマとして使用。
エンディングテーマ
「ちいさな星 ver.α」（第2話 - 第5話、第11話 - 第13話）
作詞 - 大塚利恵 / 作曲 - 前山田健一 / 編曲 - 山崎真吾 / 歌 - 小椋しお（武藤志織）、ニュートン（浅川悠）、ガリレオ（上坂すみれ）
「ちいさな星 ver.β」（第6話 - 第10話）
作詞 - 大塚利恵 / 作曲 - 前山田健一 / 編曲 - 鈴木Daichi秀行 / 歌 - 小椋しお（武藤志織）、ジェロニモ（斎藤千和）、スーホ（田村睦心）、ガウディ（村瀬歩）

### 各話リスト
| 話数     | サブタイトル                 | 脚本                  | 絵コンテ | 演出              | 作画監督                                  | メカ・アクション 作画監督 | 総作画監督         | 放送日時      |
| -------- | ---------------------------- | --------------------- | -------- | ----------------- | ----------------------------------------- | ------------------------- | ------------------ | ------------- |
| 一ノ銃   | 織田信長                     | 山口宏                | 古田丈司 | 古田丈司          | 松下浩美、森本由布希                      | 高瀬健一                  | KAZZ・T・びゅうん! | 2014年 1月5日 |
| 二ノ銃   | 進化侵略体                   | 山口宏                | 古田丈司 | 京極尚彦          | 高瀬健一、福島勇                          | 高瀬健一                  | KAZZ・T・びゅうん! | 1月12日       |
| 三ノ銃   | キャパの島                   | 山口宏                | 政木伸一 | 政木伸一          | 五十内裕輔、高山智也                      | -                         | KAZZ・T・びゅうん! | 1月19日       |
| 四ノ銃   | ハリケーン                   | 竹内利光              | 古田丈司 | 三好正人          | 中田博文                                  | 中田博文                  | KAZZ・T・びゅうん! | 1月26日       |
| 五ノ銃   | 第二小隊                     | 岡篤志                | 村上貴之 | 清水一伸          | 五十内裕輔、中谷由紀子 渡辺奈月、藤崎真吾 | -                         | -                  | 2月2日        |
| 六ノ銃   | カイジュウノニク             | 竹内利光              | 京極尚彦 | 関田修            | 森悦史、舘崎大                            | 森悦史                    | KAZZ・T・びゅうん! | 2月9日        |
| 七ノ銃   | ムサシ・ワンダー             | 山口宏                | 近藤信宏 | 渡邊哲哉          | 五十内裕輔、渡辺奈月                      | -                         | KAZZ・T・びゅうん! | 2月16日       |
| 八ノ銃   | トンネル                     | 岡篤志                | 古田丈司 | 永岡智佳          | 松下浩美、高瀬健一                        | 高瀬健一                  | KAZZ・T・びゅうん! | 2月23日       |
| 九ノ銃   | しおとかおる                 | 山口宏                | 政木伸一 | 政木伸一          | 渡辺奈月、五十内裕輔 藤崎真吾             | -                         | KAZZ・T・びゅうん! | 3月2日        |
| 十ノ銃   | DOGOO                        | 山口宏 久正人（協力） | 近藤信宏 | 関田修            | 中山初絵、渡辺健一                        | -                         | KAZZ・T・びゅうん! | 3月9日        |
| 十一ノ銃 | ストーンフォレスト作戦・前編 | 竹内利光              | 池端隆史 | 清水一伸          | 五十内裕輔、渡辺奈月 藤崎真吾             | -                         | KAZZ・T・びゅうん! | 3月16日       |
| 十二ノ銃 | ストーンフォレスト作戦・後編 | 竹内利光              | 古田丈司 | 山地光人 福岡大生 | 森悦史、舘崎大 福島勇                     | 高瀬健一                  | KAZZ・T・びゅうん! | 3月23日       |
| 十三ノ銃 | ノブナガン                   | 山口宏                | 近藤信宏 | 三好正人          | 松下浩美                                  | 高瀬健一                  | KAZZ・T・びゅうん! | 3月30日       |

### 放送局
| 放送地域   | 放送局             | 放送期間               | 放送日時                     | 放送系列       | 備考                                                               |
| ---------- | ------------------ | ---------------------- | ---------------------------- | -------------- | ------------------------------------------------------------------ |
| 東京都     | TOKYO MX           | 2014年1月5日 - 3月30日 | 日曜 22:00 - 22:27           | 独立局         |                                                                    |
| 近畿広域圏 | 読売テレビ         | 2014年1月7日 - 4月1日  | 火曜 1:59 - 2:29（月曜深夜） | 日本テレビ系列 | 製作委員会参加 / 『MANPA』第1部                                    |
| 中京広域圏 | 中京テレビ         | 2014年1月7日 - 4月1日  | 火曜 2:22 - 2:52（月曜深夜） | 日本テレビ系列 |                                                                    |
| 日本全域   | BS11               | 2014年1月7日 - 4月1日  | 火曜 3:00 - 3:30（月曜深夜） | BSデジタル放送 | 『ANIME+』枠                                                       |
| 日本全域   | ニコニコチャンネル | 2014年1月7日 - 4月1日  | 火曜 12:00 更新              | ネット配信     |                                                                    |
| 日本全域   | バンダイチャンネル | 2014年1月7日 - 4月1日  | 火曜 12:00 更新              | ネット配信     |                                                                    |
| 日本全域   | AT-X               | 2014年1月10日 - 4月4日 | 金曜 21:30 - 22:00           | CS放送         | リピート放送あり                                                   |
| 日本全域   | dアニメストア      | 2014年3月30日・4月1日  | 火曜 12:00 更新              | ネット配信     | 3月30日に第1話 - 第12話を同時配信 見放題サービス利用者は全話見放題 |

上記のほか、日テレオンデマンドやDMM.comなどでも配信中（第1話と最新話のみ無料）。

### BD-BOX / DVD-BOX
| 巻 | 発売日        | 収録話         | 規格品番   | 規格品番   | 規格品番 |
| 巻 | 発売日        | 収録話         | BD         | DVD        |          |
| -- | ------------- | -------------- | ---------- | ---------- | -------- |
| 上 | 2014年4月23日 | 第1話 - 第6話  | VPXY-72913 | VPBY-10968 |          |
| 下 | 2014年7月23日 | 第7話 - 第13話 | VPXY-72914 | VPBY-10969 |          |